# المسعف (فلم 2020)
المسعف (بالإسبانية: El Practicante) فيلم إثارة إسباني لعام 2020 من إخراج كارليس توراس وتأليف ديفيد ديسولا وهيكتور هيرنانديز فيسينس وبطولة سيلسو بوجالو وماريو كاساس وديبوراه فرانسوا. صدر فيلم المسعف في 16 سبتمبر 2020 لشركة نيتفليكس.

## طاقم التمثيل
- ماريو كاساس: في دور أنخيل هيرنانديز
- ديبورا فرانسوا: في دور فانيسا فرانسوا
- سيلسو بوغالو: في دور فيسنتي
- راؤول خيمينيز
- بول مونين
- جيرارد أوم
- جليرمو فينانج
- ماريا رودريغيز سوتو[2]

## ملخص أحداث الفيلم
يعيش المسعف إنجيل مع صديقته فانيسا فرانسوا. موقف إنجيل غامض تجاه المرضى الذي يتم استدعاؤه لمساعدتهم وأحيانًا يسرق منهم، ويبيع الأشياء القيمة، وفي المنزل، هو متسلط ومتحكم في صديقته. يحاول إنجيل وفانيسا الإنجاب، ولكن دون جدوى. تدور الأحداث لنصل إلى المشهد الأخير، وأنجل في المستشفى، وهو مشلول تمامًا، وغير قادر على التحدث ويتنفس من خلال أنبوب في حلقه. تظهر فانيسا وهي حامل بشكل واضح، وتخبره وهو لا حول له ولا قوة أنها ستعتني به من الآن فصاعدًا. يظل مصيره مجهولاً بينما تخرجه فانيسا من المستشفى بابتسامة شريرة على وجهها.

## وصلات خارجية
- مقالات تستعمل روابط فنية بلا صلة مع ويكي بيانات